# Chaoíte
O Chaoíte ou caoíta é um mineral alótropo do carbono, descoberto em gnaisse fundido por impacto da cratera de Ries, na Baviera. Foi descrito como ligeiramente mais duro que o grafite e com coloração que vai do cinza ao branco.
Foi nomeado em homenagem a Edward Ching-Te Chao (1919-2008), petrólogo do USGS.